# Tojástempera
A tempera (olaszul: [ˈtɛmpera]), más néven tojástempera, egy tartós, gyorsan száradó festőközeg, amely vízben oldódó kötőanyaggal, általában ragadós anyaggal, például tojássárgájával kevert színes pigmentekből áll. A tempera az ebben a közegben készült festményekre is utal. A temperafestmények nagyon tartósak,  még az első századból is léteznek példák ezzel festett képekre. A tojástempera volt az elsődleges festészeti módszer egészen 1500 körüli időkig, amikor is az olajfestészet felváltotta azt. Az Egyesült Államokban gyakran plakátfestékként használt, pigmentből és kötőanyagból álló festéket is  "temperafestéknek" nevezik, bár az ebben a festékben lévő kötőanyagok eltérnek a hagyományos temperafestéktől.

## Etimológia
A tempera kifejezés az olasz vagy késő latin distemperare ("alaposan összekeverni") szóból származik.

## Története
Temperafestményt találtak a korai egyiptomi szarkofágok díszítésén. A fajjúmi múmiák portréi közül sokan lehet felismerni a temperahasználatot, néha olvasztott viasszal történő enkausztikus festéssel kombinálva, ami az ókori világ alternatív festési technikája volt. A 3. századi dura-europoszi zsinagóga falfestményein is ezt használták.
Hasonló technikát alkalmaztak India számos barlangjában és sziklába vájt templomában talált ókori és kora középkori festményeken is. A 4. század vége és a 10. század között a Bagh-barlangokban, valamint a 7. században az odisai Rajan Cshaja sziklabarlangban magas színvonalú művészetet hoztak létre tempera segítségével.
A művészeti technika már a klasszikus világból ismert volt, ahol a jelek szerint az enkausztikus festészettől vette át, és a bizánci világban, valamint a középkori és kora reneszánsz Európában a táblaképfestészet és az illuminált kéziratok fő médiuma volt. A temperafestés az európai középkor és kora reneszánsz időszakában 1500-ig szinte minden festő számára a táblaképfestés elsődleges médiuma volt. Például a legtöbb fennmaradt, Michelangelónak tulajdonított táblaképet tojástemperával készítették, kivételt képez a Doni Tondo című festménye, amelyen temperát és olajfestéket is használt.
Az olajfesték, amely az 5. és 9. század között Afganisztánból származhatott és elterjedése során a középkorban nyugat felé vándorolt, végül kiszorította a temperát. A 15. században az észak-európai kora-német festészetben a temperát már az olajfesték váltotta fel a műalkotások készítéséhez használt fő médiumként. Olaszországban ez 1500 körül következett be. A 19. és 20. században a nyugati művészetben a tempera technika időnként újraéledt, többek között a preraffaeliták és a szocialista-realista festők körében. A temperafestést továbbra is használják Görögországban és Oroszországban, ahol az ortodox ikonok hagyományos festőanyaga maradt.

## Fordítás
Ez a szócikk részben vagy egészben  a   tempera című angol Wikipédia-szócikk ezen változatának fordításán alapul.  Az eredeti cikk szerkesztőit annak laptörténete sorolja fel. Ez a jelzés csupán a megfogalmazás eredetét és a szerzői jogokat jelzi, nem szolgál a cikkben szereplő információk forrásmegjelöléseként.